# Лондонский полк

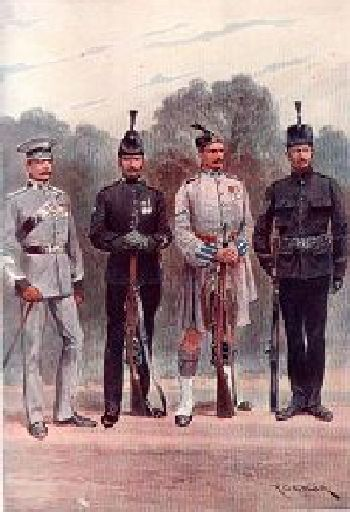
Солдаты Лондонского полка в начале XX века

Лондонский полк (англ. London Regiment) — пехотный полк резерва Британской армии, отвечающий за оборону Лондона. Единственное пехотное подразделение, чья штаб-квартира находится в Лондонском военном округе.

## История
Образован в 1908 году как полк, объединявший 26 батальонов Добровольческих сил на территории Лондонского графства, каждый из которых имел свою уникальную униформу. В годы Первой мировой войны в состав полка входили 88 батальонов, 49 из которых воевали во Франции и Бельгии, 6 — в Турции (Галлиполи), 12 — в Греции (Салоники), 14 — в Палестине и ещё один в Вазиристане и Афганистане. Почести батальонам начали воздавать только в 1924 году.
В 1938 году полк был расформирован, а его батальоны были распределены по подразделениям пехоты, артиллерии и инженерных войск. В 1992 году полк был восстановлен: в его состав вошли штаб-квартира и шесть стрелковых рот, из которых в наши дни существуют четыре:
- Рота A (Лондонские шотландцы)
- Рота B (Её Величества полк)
- Рота C (Королевские фузилёры лондонского полка)
- Рота D (Лондонские ирландские стрелки)

Две роты Королевских зелёных мундиров, F и G, состояли в полку с 1998 по 2004 годы.
В октябре 2003 года 120 солдат полка были отправлены в Ирак в помощь британским войскам, которые несли службу в рамках операции «Телик». Солдаты Лондонского полка служили в окрестностях Басры с января 2004 года, составляя Камбрейскую роту Интернациональной юго-восточной дивизии Британской армии. В мае 2004 года лондонцев заменила Мессинская рота, куда вошли два взвода из Лондонского полка и взвод из Королевских ирландских рейнджеров.
После начала реформ 2004 года было объявлено, что в Гвардейскую дивизию будет включён ещё один батальон Территориальной обороны, что заставило лондонцев начать подготовку к возможному переходу из Её Величества дивизии в Гвардейскую дивизию. Две роты Королевских зелёных мундиров были переведены в состав Королевских добровольческих стрелков в рамках подготовки к образованию Стрелков в 2007 году.
Ныне полк находится в Лондонском военном округе, где в своё время базировались 1-я и 2-я лондонские дивизии.